# Ceroplesis granulata
Ceroplesis granulata är en skalbaggsart som beskrevs av Stefan von Breuning 1937. Ceroplesis granulata ingår i släktet Ceroplesis och familjen långhorningar. Inga underarter finns listade i Catalogue of Life.